# Stapleton (efternamn)
Stapleton är ett engelskt efternamn.

## Personer med efternamnet Stapleton
- Frank Stapleton
- Jean Stapleton
- Maureen Stapleton
- Oliver Stapleton
- Tim Stapleton